# 틴디어
틴디어(Tindi)는 러시아 다게스탄 남부에서 쓰이는 북동캅카스어족 언어이다. 틴디족이 이 언어를 가리키는 별도의 명칭은 없지만, 이다르(Идари), 러시아어로 틴디(Тинди)로 알려진 마을의 주민들은 자신들의 언어를 Idarab mitstsi 즉 "이다르 마을의 말"이라고 부른다. 틴디어는 구어로만 사용되며 문자 소통에는 아바르어나 러시아어가 쓰인다. 틴디어의 어휘에는 아바르어, 터키어, 아랍어, 러시아어로부터 차용된 단어가 많다. 화자 수는 약 4,500명이다.